# SOPHIE
SOPHIE（フランス語: Spectrographe pour l’Observation des Phénomènes des Intérieurs stellaires et des Exoplanètes）とは、フランス南東部のオート＝プロヴァンス天文台1.93メートル望遠鏡に設置された高分解能エシェル分光器である。星震学および視線速度法を通じた太陽系外惑星の検出を目的とする。ELODIEを置き換えるために同装置を元に設計された。2006年10月から一般の天文コミュニティに使用機会が提供されている。

## 特徴
SOPHIEは波長387.2から694.3ナノメートルの電磁スペクトルを観測できる。天体の光は1.93メートル望遠鏡のカセグレン焦点から、光ファイバーを通じて導入する。ファイバーは2つのセットのうち片方を選択する方式で、これにより波長分解能の異なる2つのモード（HRとHEモード）を使い分けることができる。装置の制御はすべてコンピューターによって行われ、記録されたデータは、CCDリードアウトサイクルの度に、自動で専用の標準データパイプラインによって処理される。
観測モードは次の2種類がある
- HRモードは高分解能 (high resolution) 用のモードで、40マイクロメートルの出口スリットを使用し、波長分解能 R = 75,000を発揮する。
- HEモードは高効率 (high efficency) 用のモードで、HRモードと比べて入射光を効率的に利用できるため、暗い天体を観測するのに特に適している。波長分解能は R = 40,000。

R2型エシェル回折格子は Richardson Gratings 社が製造したもので、1ミリメートルあたり52.65本の溝がある。ブレーズ角は65度、20.4×40.8センチメートルの寸法で、配置は固定されている。検出器は E2V Technologies 社製のtype 44-82 CCD 検出器（画素数4096×2048）を使用し、これは摂氏-100度の恒温環境に置かれている。スペクトルは41本の干渉縞として検出器上に投影され、そのうち39本をデータの抽出に使用することで波長387.2から694.3ナノメートルのスペクトルを取得する。

## 性能
ノイズの少なさを表す信号雑音比は、可視光線（Vバンド）における見かけの等級が14.5の天体をHEモードで90分観測したケースでは、画素当たりの値で27に到達した。一方で分光器の安定性は視線速度の観測で達成可能な最小の視線速度の分散で表すことができる。HRモードにおいて視線速度の分散は短期的な値で秒速1.3メートル、長期的には秒速2メートルを達成している。